# Lysiteles
Lysiteles är ett släkte av spindlar. Lysiteles ingår i familjen krabbspindlar.

## Dottertaxa tillLysiteles, i alfabetisk ordning[1]
- Lysiteles ambrosii
- Lysiteles amoenus
- Lysiteles anchorus
- Lysiteles annapurnus
- Lysiteles badongensis
- Lysiteles bhutanus
- Lysiteles boteus
- Lysiteles brunettii
- Lysiteles catulus
- Lysiteles conicus
- Lysiteles coronatus
- Lysiteles davidi
- Lysiteles dentatus
- Lysiteles dianicus
- Lysiteles digitatus
- Lysiteles excultus
- Lysiteles guangxiensis
- Lysiteles himalayensis
- Lysiteles hongkong
- Lysiteles inflatus
- Lysiteles kunmingensis
- Lysiteles lepusculus
- Lysiteles linzhiensis
- Lysiteles magkalapitus
- Lysiteles maior
- Lysiteles mandali
- Lysiteles miniatus
- Lysiteles minimus
- Lysiteles minusculus
- Lysiteles montivagus
- Lysiteles niger
- Lysiteles okumae
- Lysiteles parvulus
- Lysiteles punctiger
- Lysiteles qiuae
- Lysiteles saltus
- Lysiteles silvanus
- Lysiteles sorsogonensis
- Lysiteles suwertikos
- Lysiteles torsivus
- Lysiteles umalii
- Lysiteles wenensis
- Lysiteles wittmeri